# Ludwik Stolarzewicz
Ludwik Stolarzewicz, ps. i krypt.: A. Galiński, Adam Galiński, Elski, G., icz, Jan Barta, Li., L.S., L.St., LS, Ludwik Rozłucki, Stawski, Stefan Hincza, Stwicz (ur. 21 sierpnia 1890 w Krakowie, zm. 28 stycznia 1960, tamże) – polski literat, redaktor, bibliograf, nauczyciel.

## Życiorys
Stolarzewicz uczył się w latach 1902–1010 w gimnazjum św. Jacka w Krakowie. Następnie po maturze przez rok był słuchaczem wykładów z prawa i administracji na Uniwersytecie Jagiellońskim. W latach 1912–1914 studiował na UJ polonistykę, a w latach 1915–1920 był nauczycielem w gimnazjum św. Jacka, w międzyczasie w 1916 obronił pracę doktorską z filozofii pod kierunkiem Jana Łosia w oparciu o pracę pt. „Pojęcia Orzechowskiego dotyczące Polaka i Polski”, zdobywając w tym samym roku dyplom nauczyciela szkół średnich języka polskiego i filologii klasycznej.
Swój pierwszy artykuł napisał dla kwartalnika Sodalicji krakowskiej „Sodalis Marianus” w 1916, z którym stałą współpracę rozpoczął w 1917. W 1920 dołączył do Wojska Polskiego i uczestniczył w wojnie polsko-bolszewickiej. Po wojnie pracował jako nauczyciel w gimnazjum w Chełmnie, publikując zarys historii miasta w 1921 pt. „Chełmno”. Od 1922 współpracował z „Głosem Pomorskim”. Od 1922 mieszkał w Wilnie, gdzie pracował w Gimnazjum Męskim im. Joachima Lelewela oraz w Gimnazjum Koedukacyjnym im. Adama Mickiewicza jako nauczyciel języka polskiego i historii. W drugim z gimnazjów jednym z jego uczniów był Karol Olgierd Borchardt. Ponadto był członkiem nauczycielskiej komisji dyscyplinarnej oraz był sekretarzem Towarzystwa Popierania Uniwersytetu i Biblioteki Uniwersyteckiej, a także sekretarzem Okręgu i Koła Towarzystwa Nauczycieli Szkół Średnich i Wyższych.
W okresie od 1922 do 1924 był prezesem Gniazda Wileńskiego Sokolstwa Polskiego, w 1924 został członkiem Zarządu Towarzystwa Przyjaciół Biblioteki Uniwersytetu Stefana Batorego w Wilnie, przekazując 149 woluminów księgozbioru bibliotece. W antykwariacie zastawił XVII-wieczne druki pochodzące z własnych zbiorów, za co go pomówiono o sprzedaż książek z zasobów Uniwersytetu Wileńskiego. Sprawę rozpatrzył sąd honorowy Okręgu Wileńskiego Towarzystwa „Sokół”, uznając zarzuty za bezpodstawne. W latach 1923–1924 publikował w „Kresach” i „Dzienniku Wileńskim”, w 1924 wydał „Bibliografię Mickiewiczowską” i „Bibliografię pism Mickiewicza”. W 1924 opublikował również „Bibliografię o Krasińskim”. Następnie sprzedał swoją bibliotekę klasztorowi w Mariampolu i wyjechał w czerwcu 1925 do Łodzi.
Stolarzewicz w Łodzi zamieszkał wraz z żoną przy ul. Radwańskiej 70 i pracował w Męskim Gimnazjum Humanistycznym Kazimierza Tomaszewskiego, Humanistycznym Gimnazjum Żeńskim im. Elizy Orzeszkowej, ponadto dodatkowo nauczał w Państwowym Gimnazjum Męskim im. Jana Śniadeckiego w Pabianicach i Prywatnym Gimnazjum Żeńskim Janiny Czapczyńskiej w Łodzi. W 1928 opublikował podręcznik pt. „Młoda Polskę [cz. 1]: Poezja i dramat, antologia i literatura. Podręcznik literacko-metodyczny dla szkół średnich i samouków” oraz książkę „Pierwszy żołnierz Odrodzonej Polski” poświęconą Józefowi Piłsudskiemu, wydaną pod pseudonimem Stefan Hincza, w kolejnych latach wznawianą, wydawaną pod innymi tytułami oraz rozszerzaną.
W latach 1929–1930 był redaktorem pisma „Mamy głos”, wydawanego przez Gimnazjum Żeńskiego im. Elizy Orzeszkowej w Łodzi. Od 1930 pracował jako nauczyciel języka polskiego w Państwowej Szkole Techniczno-Przemysłowej w Łodzi oraz wydał publikacje „Młoda Polska [cz. 2]: Powieść epicko-realistyczna. Tetmajer, Orkan, Sieroszewski, Reymont, Berent. Literatura, rozbiory, charakterystyki, treść ideowa” oraz „Młoda Polska [cz. 3]: Powieść liryczna. Przybyszewski, Żeromski, Daniłowski, Strug. Literatura, rozbiory, charakterystyka, treść ideowa”, w 1931 zaś jako Adam Galiński opublikował „Poezja Polski Odrodzonej 1918–1930. Obraz twórczości poetyckiej doby współczesnej”, a następnie młodzieżowe powieści patriotyczne jako Ludwik Rozłucki „Młodości! Wszystkiego dziedzicu!”, a jako Adam Galiński „Nasza trójka w lasach Beskidu”. W latach 30. XX w. był współtwórcą i wiceprezesem koła polonistów przy Oddziale Łódzkim Towarzystwa Polonistów RP, oraz prelegentem Towarzystwa Uniwersytetu Robotniczego. W latach 1933–1935 był redaktorem „Biuletynu Strzeleckiego” Komendy Okręgu IV Związku Strzeleckiego, która wydała w 1934 jego dwie publikacje: „Gawędy o Komendancie i o pierwszych Strzelcach” oraz „Z polskich tradycji wigilijnych Strzelca. Gawęda dla świetlic i oddziałów strzeleckich”. W latach 30. XX w. opublikował szereg poradników dla nauczycieli, związanych z obchodzeniem uroczystości państwowych oraz liczne publikacje i charakterze patriotycznym, za co w 1935 otrzymał Srebrny Wawrzyn Akademicki Polskiej Akademii Literatury, co wywołało protesty i kontrowersje wśród środowisk narodowych, wypominając Stolarzewiczowi domniemaną kradzież księgozbioru.
Stolarzewicz działał również w Oddziale Łódzkim Polskiego Towarzystwa Historycznego jako członek sekcji Polskiego Słownika Biograficznego, od 1933 był członkiem Towarzystwa Polsko-Estońskiego oraz Polskiego Towarzystwa Filologicznego, a także współpracował z łódzką rozgłośnią Polskiego Radia, gdzie prowadził audycję „Na łódzkim horyzoncie” i przygotowywał audycje związane z łódzką poezją i kulturą.
W latach 1937–1939 był m.in. wraz ze Stefanią Skwarczyńską, członkiem komitetu redakcyjnego czasopisma „Prace Polonistyczne”, w których publikował materiały związane literaturą i kulturą Łodzi. Od 1938 był wydawcą i redaktorem czasopisma „Kultura Łodzi”. Gazeta ukazywała się w oprawie graficznej Karola Hillera. Po zajęciu Łodzi przez Niemców podczas II wojny światowej 12 grudnia 1939 został wraz z rodziną aresztowany przez Gestapo z inicjatywy komisarza Oskara Brokscha osadzony w obozie przejściowym w Radogoszczu, a następnie wysiedlony do Krosna, gdzie był organizatorem tajnego nauczania, a po wojnie w 1945 pracował jako dyrektor Gimnazjum i Liceum im. Pawła z Krosna. W trakcie pobytu w Krośnie publikował w „Odrodzeniu” (1945) i „Odrze” (1948). W 1947 zamieszkał ponownie w Łodzi, gdzie wydał drugą edycję „Antologii 120 poetów...” (1947) i „Poezję i dramat epoki pozytywizmu. Literatura. Rozbiory. Wypisy” (1949). W 1951 zamieszkał w Dzierżonowie, gdzie w 1954 został dyrektorem Technikum Budowy Maszyn Włókienniczych oraz kierownikiem Domu Harcerza. Ponadto został współredaktorem „Gazety Dzierżoniowskiej”. Jednocześnie w latach 1953–1955 publikował w „Słowie Polskim”. W 1956 przeszedł na emeryturę i zamieszkał w rodzinnym Krakowie.
Część jego powojennych opracowań została przygotowana do druku, lecz niewydana. Materiały te są przechowywane w Oddziale Zbiorów Specjalnych Biblioteki Uniwersytetu Łódzkiego, w tym m.in.: „Poezje wybrane” Tarasa Szewczenki, „Ludowe poezje serbskie”, „Wybór poezji czeskiej”, „Z poezji Jugosłowian. Gundulić – Njegoś – Mazuranić. Wybór utworów”, „Polska współczesna” tomy 1–3, „Tablice synchroniczne do dziejów i kultury Polski na tle dziejów i kultury ogólnoludzkiej; od połowy IX wieku do 1947 roku”.

### Życie prywatne
Stolarzewicz był synem krawca Antoniego Stolarzewicza i jego żony, Marii z domu Wójtowicz. Jego żoną była Helena Stolarzewicz z domu Stawarska-Stawy (1895–1974) – nauczycielka, poetka i doktor filozofii Uniwersytetu Jagiellońskiego. Miał z nią syna Juliusza (ur. 1924). Stolarzewicz został pochowany na cmentarzu Rakowickim w Krakowie.

## Publikacje
- „Bibliografia Mickiewiczowska” (Wilno 1924)
- „Bibliografia pism Mickiewicza” (Wilno 1924)
- „Bibliografia o Krasińskim” (Wilno 1924)
- „Młoda Polska [cz. 1]: Poezja i dramat, antologia i literatura. Podręcznik literacko-metodyczny dla szkół średnich i samouków” (Łódź 1924)
- „Pierwszy żołnierz Odrodzonej Polski” (Łódź 1928, Katowice: 1931, 1932)
- „Młoda Polska [cz. 2]: Powieść epicko-realistyczna. Tetmajer, Orkan, Sieroszewski, Reymont, Berent. Literatura, rozbiory, charakterystyki, treść ideowa” (Łódź 1930)
- „Młoda Polska [cz. 3]: Powieść liryczna. Przybyszewski, Żeromski, Daniłowski, Strug. Literatura, rozbiory, charakterystyka, treść ideowa” (Łódź 1930)
- „Poezja Polski Odrodzonej 1918–1930. Obraz twórczości poetyckiej doby współczesnej” (Łódź 1931)
- „Młodości! Wszystkiego dziedzicu!” (Łódź 1933)
- „Nasza trójka w lasach Beskidu” (Łódź 1934)
- „Gawędy o Komendancie i o pierwszych Strzelcach” (Łódź 1934)
- „Z polskich tradycji wigilijnych Strzelca. Gawęda dla świetlic i oddziałów strzeleckich” (Łódź 1934)
- „Dzień 19 marca. Poradnik dla urządzających obchody i akademie ku czci Marszałka Piłsudskiego, Dzień 11 listopada. Święto państwowe Rzeczypospolitej Polskiej” (Łódź 1934, 1936, 1938),
- „Dzień matki i dziecka, Jak obchodzić rocznicę Powstania Styczniowego w szkole i stowarzyszeniach, Obchodzimy «Święto Morza»” (Łódź 1934, 1939),
- „Obchód imienin Pana Prezydenta w szkole i stowarzyszeniach” (1934, 1936, 1938),
- „Trzeci Maja. Książka dla nauczycieli i dla urządzających uroczystości trzeciomajowe” (1934, 1938),
- „Pierwszy żołnierz Polski Odrodzonej. Życie i czyny Józefa Piłsudskiego” (Warszawa 1935, 1936, Katowice 1936)
- „W Dzień Majowy” (Łódź 1935)
- „Czcimy rocznicę” (Łódź 1935)
- „Między peowiaczkami” (Łódź 1935)
- „My zuchy, harcerze” (Łódź 1935)
- „Nasi chłopcy i dziewczęta” (Łódź 1935)
- „Radujmy się!” (Łódź 1935)
- „W świetlicy” (Łódź 1935)
- „W Zalasowej” (Łódź 1935)
- „Widziałam Pana Prezydenta” (Łódź 1935)
- „Na placówce” (Łódź 1935)
- „Nasz Komendant” (Łódź 1935)
- „Pan Marszałek Piłsudski” (Łódź 1935)
- „Za twoim przewodem” (Łódź 1935)
- „W gronie dziewcząt” (Łódź 1935)
- „I my dziewczęta wojować będziemy” (Łódź 1935)
- „Literatura Łodzi w ciągu jej istnienia” (Łódź 1935)
- „Dzieje i czyny Nieśmiertelnego Wodza Narodu” (Warszawa–Katowice 1936)
- „Tydzień szkoły powszechnej” (1937)
- „Włodarz Rzeczypospolitej Polskiej Ignacy Mościcki – człowiek – uczony” (Łódź 1937)
- „Jestem poetą” (Łódź 1938)
- „1918–1938. Dwudziestolecie Najjaśniejszej Rzeczypospolitej Polskiej. Materiały, fakty, cyfry, wiersze. Na dzień 11 listopada” (Warszawa 1938)
- „Wybór poezji legionowej” (1938)
- „Dziewczęta i chłopcy” (1938)
- „Edward Śmigły-Rydz. Marszałek Polski. Poradnik dla urządzających obchody ku czci Naczelnego Wodza” (1939)
- „Antologia 120 poetów. Wiersze na obchody i uroczystości” (Łódź, 1938, 1947)
- „Marszałek Józef Piłsudski, budowniczy Polski” (1939)
- „Poezja i dramat epoki pozytywizmu. Literatura. Rozbiory. Wypisy” (Łódź 1949)[1][2]

## Odznaczenia
- Srebrny Wawrzyn Akademicki (1935)[1][2][3]
- Srebrny Krzyż Zasługi (1949)[2]